# Mar Muñoz
Mar Muñoz (Vitòria, 1974) és una empresària basca establerta a les Balears, executiva en cap de It Travel.
El 2025 fou inclosa a la llista Forbes de les 50 dones més influents de les Balears.